# Pierre Sané
Pour les articles homonymes, voir Sané.
Pierre Sané, né à Dakar au Sénégal en 1949, est un fonctionnaire international sénégalais. Il a été le sous-directeur général des sciences sociales et humaines de l’UNESCO à Paris de 2001 à 2010. Il a été auparavant de 1992 à 2001, secrétaire général d'Amnesty International.

## Biographie
Pierre Sané a étudié les sciences politiques à l'université Carleton d'Ottawa et y obtint un doctorat. Par la suite, il réussit à acquérir un diplôme d'administration publique et de politique publique à la London School of Economics avant d'étudier à l'École supérieure de commerce et d'administration des entreprises de Bordeaux.
En plus de se spécialiser dans les droits de l'homme, il est un des membres fondateurs de la Pan-African Foundation, une ONG qui souhaite promouvoir l'Union africaine, ainsi que de Front Line   une ONG de défense des droits de l'homme.

## Travail à Amnesty International
Pierre Sané a adhéré à Amnesty International en 1988. Nommé secrétaire général en octobre 1992, il a géré les affaires internationales, dirigé le Secrétariat international à Londres, et a représenté le mouvement auprès des gouvernements, des organisations internationales et du grand public.   
En 1993, Pierre Sané a conduit la délégation d’Amnesty International à la Conférence mondiale sur les droits de l’homme, et a joué le même rôle en 1995 à la Conférence mondiale sur les femmes de Pékin. Il s’est adressé au Conseil de sécurité des Nations unies en septembre 1997, informant ses membres des problématiques des droits de l’homme et des conflits armés. Cet exposé fut suivi d'une réunion avec le secrétaire général des Nations unies, Kofi Annan. Dans les deux séances, Pierre Sané a souligné comment porter attention aux problèmes relatifs aux droits de l’homme non seulement permet de déceler les signes précurseurs d’éventuels conflits, mais aussi augmente les chances d’instaurer une paix durable.
 
Il s'est également adressé au Conseil permanent de l'Organisation des États américains (Washington), appelant à un moratoire sur la peine de mort dans les Amériques (1998). En 1998, Pierre Sané a dirigé la campagne mondiale à l'occasion du 50e anniversaire de la Déclaration universelle des droits de l'homme et présidé le Sommet des défenseurs des droits de l’homme à Paris en décembre 1998,  visant à sensibiliser l'opinion mondiale sur les menaces contre les défenseurs des droits humains dans de nombreux pays et à promouvoir les valeurs et les principes de la Déclaration universelle des droits de l'homme. 
Sous sa direction, Amnesty International a été largement réorganisé. Il a notamment mis en place les principes de planification stratégique d'évaluation et d'audit interne, le centre de collecte de fonds et de réponse aux crises. Il a recruté une nouvelle équipe de direction afin d’ajuster le fonctionnement AI à de nouveaux défis, et a promu la décentralisation avec l’ouverture des bureaux dans les pays post-conflit.